# Ковачевич, Боян (футболист, 2004)
Боян Ковачевич (серб. Бојан Ковачевић; родился 22 мая 2004, Ужице) — сербский футболист, защитник клуба «Партизан».

## Клубная карьера
Воспитанник футбольной академии клуба «Чукарички». В июне 2021 года подписал свой первый профессиональный контракт с клубом. 18 сентября 2021 года дебютировал в основном составе клуба «Чукарички» в матче Суперлиги Сербии против «Спартака» из Суботицы.

## Карьера в сборной
Выступал за сборные Сербии до 17, до 18, до 19 лет и до 21 года.